# Martin Vetkal
Martin Vetkal (Tallinn, 21 febbraio 2004) è un calciatore estone, centrocampista del Brommapojkarna e della nazionale estone.

## Carriera

### Club
Dopo vari anni trascorsi nelle giovanili del Kalev Tallinn nel 2020 è stato acquistato dalla Roma, che lo ha aggregato alle sue giovanili.

### Nazionale
Ha giocato nelle nazionali giovanili estoni Under-19 ed Under-21.
Il 13 ottobre 2023 ha esordito con la nazionale dell'Estonia contro l'Azerbaijan nelle qualificazioni per Euro 2024. Il 21 marzo 2024 segna il suo primo gol in nazionale, l'unico della sconfitta per 5-1 sul campo della Polonia.

## Statistiche

### Cronologia presenze e reti in nazionale
| Cronologia completa delle presenze e delle reti in nazionale ― Estonia | Cronologia completa delle presenze e delle reti in nazionale ― Estonia | Cronologia completa delle presenze e delle reti in nazionale ― Estonia | Cronologia completa delle presenze e delle reti in nazionale ― Estonia | Cronologia completa delle presenze e delle reti in nazionale ― Estonia | Cronologia completa delle presenze e delle reti in nazionale ― Estonia | Cronologia completa delle presenze e delle reti in nazionale ― Estonia | Cronologia completa delle presenze e delle reti in nazionale ― Estonia |
| Data                                                                   | Città                                                                  | In casa                                                                | Risultato                                                              | Ospiti                                                                 | Competizione                                                           | Reti                                                                   | Note                                                                   |
| ---------------------------------------------------------------------- | ---------------------------------------------------------------------- | ---------------------------------------------------------------------- | ---------------------------------------------------------------------- | ---------------------------------------------------------------------- | ---------------------------------------------------------------------- | ---------------------------------------------------------------------- | ---------------------------------------------------------------------- |
| 13-10-2023                                                             | Tallinn                                                                | Estonia                                                                | 0 – 2                                                                  | Azerbaigian                                                            | Qual. Euro 2024                                                        | -                                                                      | 63’                                                                    |
| 17-10-2023                                                             | Tallinn                                                                | Estonia                                                                | 1 – 1                                                                  | Thailandia                                                             | Amichevole                                                             | -                                                                      | 84’                                                                    |
| 16-11-2023                                                             | Tallinn                                                                | Estonia                                                                | 0 – 2                                                                  | Austria                                                                | Qual. Euro 2024                                                        | -                                                                      |                                                                        |
| 21-3-2024                                                              | Varsavia                                                               | Polonia                                                                | 5 – 1                                                                  | Estonia                                                                | Qual. Euro 2024                                                        | 1                                                                      |                                                                        |
| 26-3-2024                                                              | Helsinki                                                               | Finlandia                                                              | 2 – 1                                                                  | Estonia                                                                | Amichevole                                                             | -                                                                      | 46’                                                                    |
| 4-6-2024                                                               | Lucerna                                                                | Svizzera                                                               | 4 – 0                                                                  | Estonia                                                                | Amichevole                                                             | -                                                                      | 73’                                                                    |
| 11-6-2024                                                              | Kaunas                                                                 | Lituania                                                               | 1 – 1 (3 – 4 dtr)                                                      | Estonia                                                                | Coppa del Baltico 2024                                                 | -                                                                      | 62’                                                                    |
| 5-9-2024                                                               | Tallinn                                                                | Estonia                                                                | 0 – 1                                                                  | Slovacchia                                                             | UEFA Nations League 2024-2025 - 1º turno                               | -                                                                      | 69’                                                                    |
| 8-9-2024                                                               | Solna                                                                  | Svezia                                                                 | 3 – 0                                                                  | Estonia                                                                | UEFA Nations League 2024-2025 - 1º turno                               | -                                                                      |                                                                        |
| 11-10-2024                                                             | Tallinn                                                                | Estonia                                                                | 3 – 1                                                                  | Azerbaigian                                                            | UEFA Nations League 2024-2025 - 1º turno                               | -                                                                      | 84’                                                                    |
| 14-10-2024                                                             | Tallinn                                                                | Estonia                                                                | 0 – 3                                                                  | Svezia                                                                 | UEFA Nations League 2024-2025 - 1º turno                               | -                                                                      | 65’                                                                    |
| 16-11-2024                                                             | Qəbələ                                                                 | Azerbaigian                                                            | 0 – 0                                                                  | Estonia                                                                | UEFA Nations League 2024-2025 - 1º turno                               | -                                                                      | 63’                                                                    |
| 19-11-2024                                                             | Bratislava                                                             | Slovacchia                                                             | 1 – 0                                                                  | Estonia                                                                | UEFA Nations League 2024-2025 - 1º turno                               | -                                                                      | 71’                                                                    |
| Totale                                                                 |                                                                        | Presenze                                                               | 13                                                                     |                                                                        | Reti                                                                   | 1                                                                      |                                                                        |

## Palmarès

### Club

#### Competizioni giovanili
- Campionato Nazionale Under-17: 1

Roma: 2020-2021
- Coppa Italia Primavera: 1

Roma: 2022-2023
- Supercoppa Primavera: 1

Roma: 2023

### Nazionale
- Coppa del Baltico: 1

2024